# Beuil Les Launes
Beuil Les Launes est une station de ski dans les Alpes-Maritimes, située à 1 430 m sur la commune de Beuil. Le domaine skiable est relié à celui de Valberg.

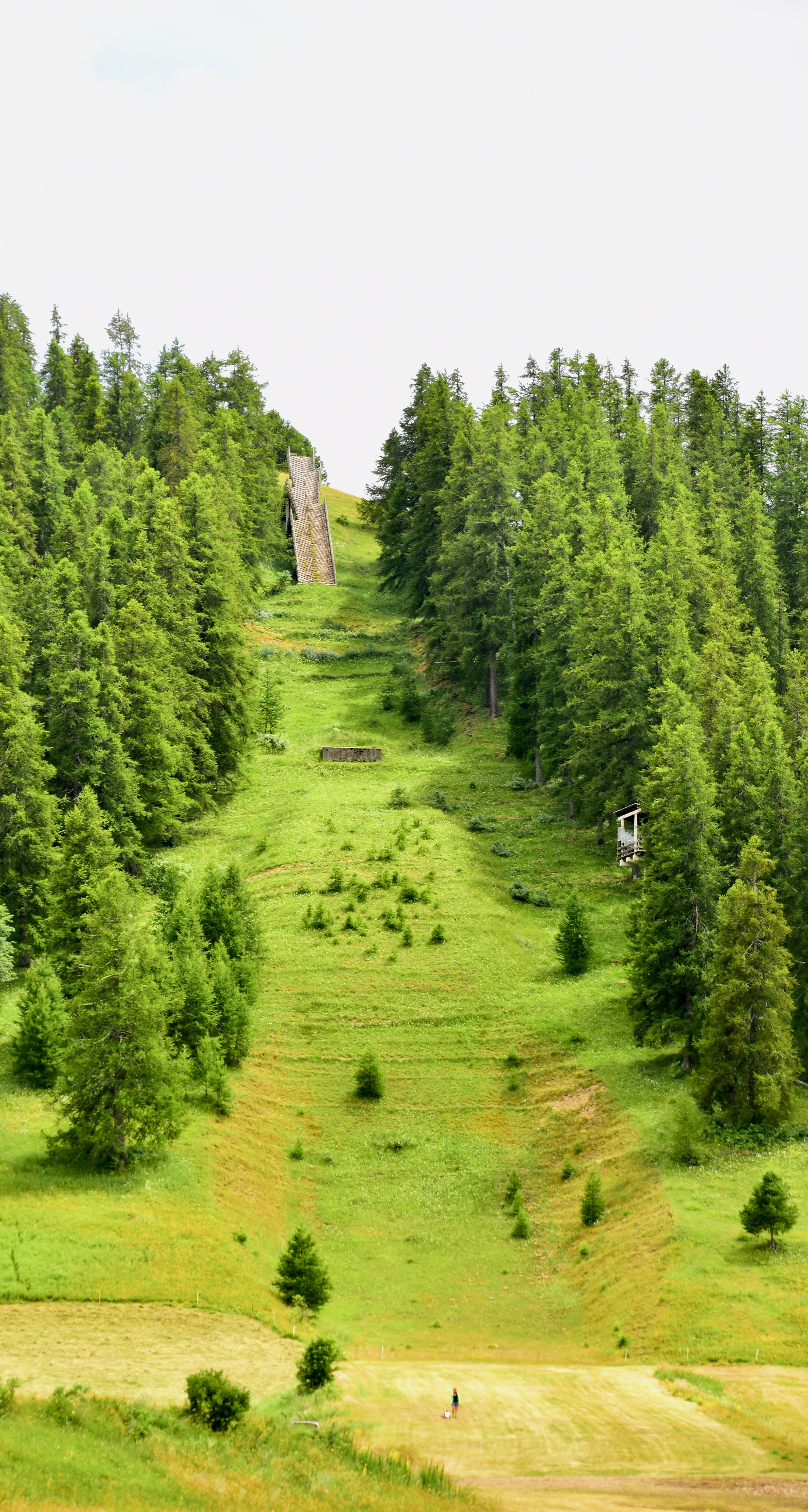
Tremplin des Launes.

## Description
Beuil les Launes est une station nature d'été et d'hiver.
Son altitude est de 1 440 mètres.
Le village possède des remontées mécaniques et des pistes de ski alpin reliées à la station de ski de Valberg.
Il existe en outre un centre de ski de fond comptant 24 km de piste.

### En hiver
Elle offre un domaine de ski et piste et de ski de fond et randonnée en raquettes.
La station est rattachée à la station de ski de Valberg. Elle dispose de deux anciens tremplins de saut à ski, à la Condamine et aux Launes, ce dernier mesurant 90 mètres et datant de 1936.

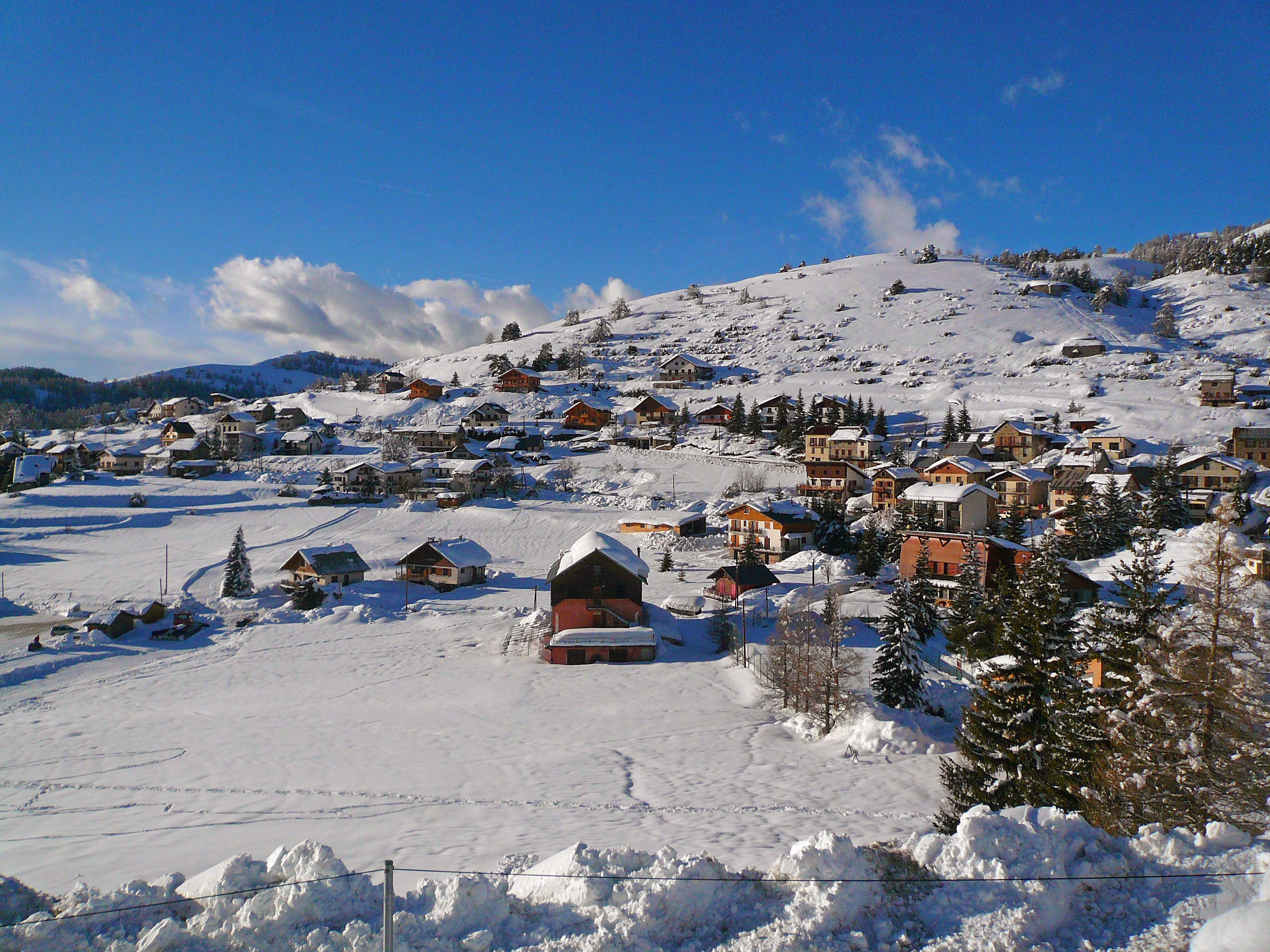
Les launes

### En été
Elle offre de nombreuses pratiques telles que la balade, la randonnée.

250 km de sentiers sont balisés. Point de départ pour la randonnée du mont Mounier.

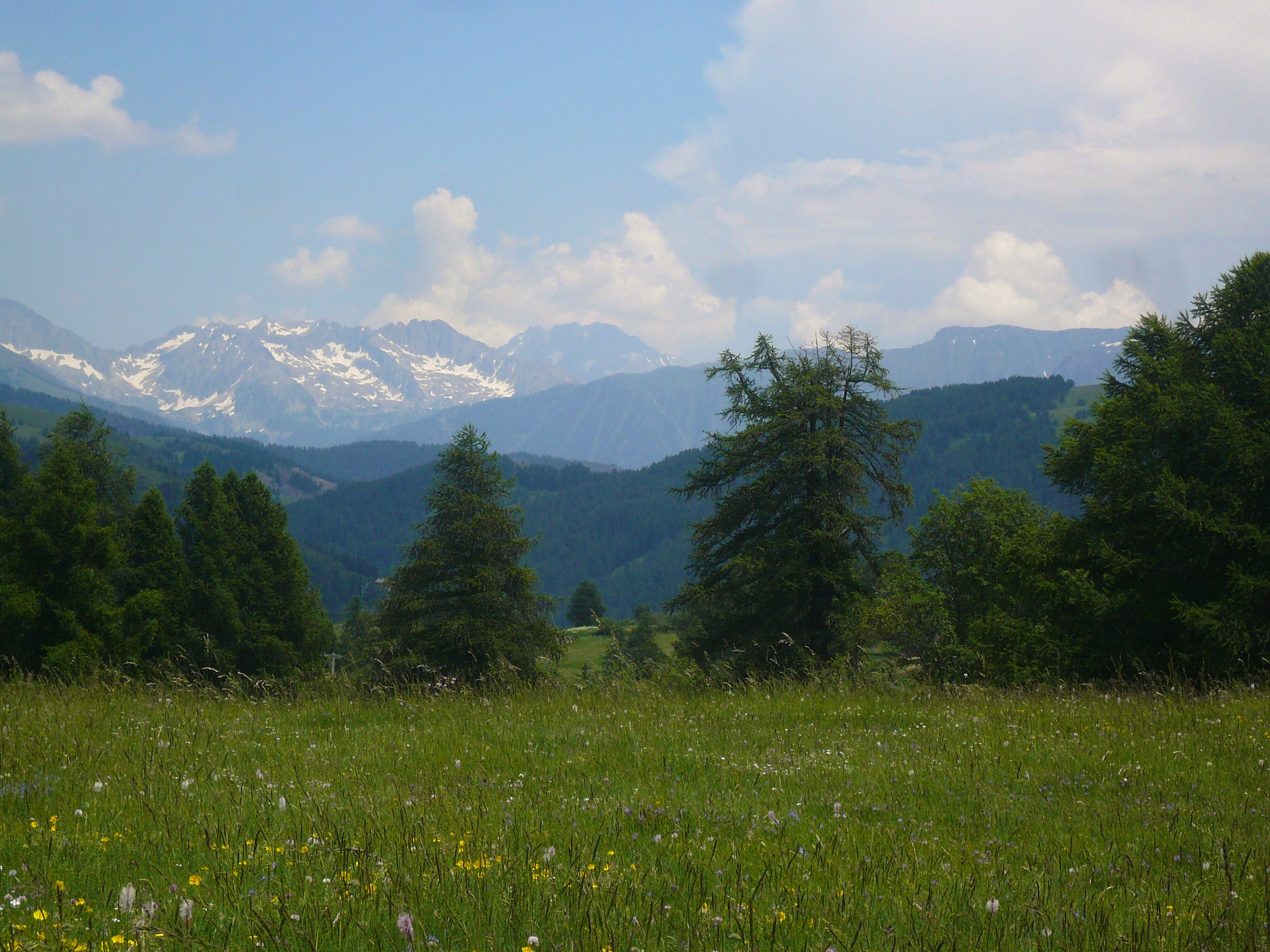
Panorama les Launes